# Jacques Léauté
Jacques Léauté (* 1. Mai 1883 in Paris; † 14. September 1916 in Bouchavesnes-Bergen) war ein französischer Schwimmer.

## Karriere
Léauté nahm 1900 an den Olympischen Spielen in Paris teil. Im Wettbewerb über 200 m Freistil schied er als Fünfter seines Vorlaufes aus. In den Disziplinen über 1000 m und 4000 m Freistil war der Franzose ebenfalls gemeldet, trat aber nicht an.